# I Congrés Internacional de la Llengua Catalana
El I Congrés Internacional de la Llengua Catalana se celebrà a Barcelona del dia 13 al 18 d'octubre de 1906. L'organitzà i el presidí Antoni M. Alcover, assessorat per Bernhard Schädel. El seu objectiu principal fou orientar els estudis sobre la llengua catalana per a redactar la gramàtica de la llengua catalana, però els actes es convertiren una manifestació d'adhesió col·lectiva a la llengua catalana i en un plebiscit a favor de la codificació definitiva de l'idioma. A banda de l'augment del prestigi del català, el principal fruit del Congrés fou la ràpida codificació ortogràfica i gramatical del català.

## Context històric
Durant l'època del Modernisme aparegueren arreu dels Països Catalans, però sobretot a Catalunya, una sèrie d'iniciatives d'institucionalització i modernització cultural al marge del món oficial espanyol de la Restauració, com l'aparició de l'excursionisme científic al voltant de diferents centres, els congressos de jurisconsults i de metges de llengua catalana, el congrés universitari català, els Estudis Universitaris Catalans, l'Obra del Diccionari (impulsada per Alcover), el periodisme català, les col·leccions de l'Editorial l'Avenç, etc. I la darrera d'aquestes iniciatives col·lectives de redreçament nacional i la que pel caràcter transversal podia obtenir més suport popular malgrat el caire científic fou el I Congrés Internacional de la Llengua Catalana sota el títol «Aixeca't i parla».
Les circumstàncies polítiques en què se celebrà el Congrés van ser la promulgació de la Llei de Jurisdiccions després de la suspensió de garanties constitucionals a Barcelona, que uniren el catalanisme en la Solidaritat Catalana i feren que la celebració del congrés esdevingués encara més un acte patriòtic. La Lliga Regionalista també l'aprofità per fer pública la política cultural noucentista que aplicaria després.

## Participació

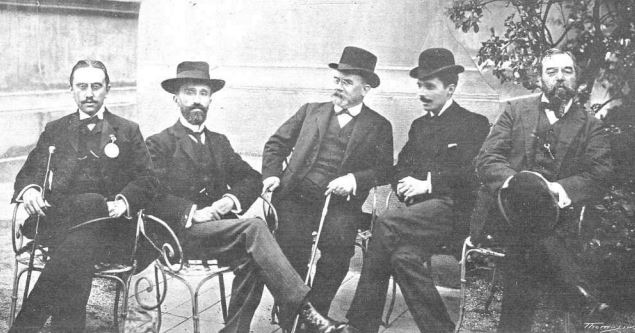
Comissió tècnica: des de l'esquerra, Jaume Algarra i Postius, Jaume Massó i Torrents, Antoni Rubió i Lluch, Josep Pijoan i Soteras i Joaquim Casas i Carbó (hi manca Antoni M. Alcover i hi sobra Algarra, d'una altra comissió)

Assistiren al Congrés més de 3.000 congressistes, entre individus i representants de corporacions, procedents de tots els Països Catalans, gairebé tots no lingüistes, quantitat que hauria estat més grossa si s'haguessin admès prop de 2.000 inscripcions rebutjades fora de termini. La participació social en el Congrés va fer que, sobretot en els actes no estrictament acadèmics, esdevingués un acte d'afirmació nacional i de retrobament dels països de llengua catalana. Aquest èxit de la convocatòria fou un testimoni del gran avanç i de la irreversibilitat de la recuperació de l'ús social de la llengua catalana des del començament de la Renaixença (1833) i significà un plebiscit nacional a favor dels lingüistes que havien de dur a terme la codificació de la llengua catalana i a favor de la normalització lingüística. El Congrés també fou l'avinentesa en què Pompeu Fabra s'acabà de fer conèixer públicament.
Com a representants dels diferents pobles de llengua catalana, segons l'expressió emprada al Congrés, cal citar, a més dels altres congressistes i entitats i dels membres de la comissió tècnica, del Principat de Catalunya, Ramon d'Abadal, Joan Bardina, Marià Grandia, Àngel Guimerà, Joan Maragall, Pompeu Fabra, Manuel de Montoliu, Enric Prat de la Riba, Joan Rubió i Bellver, Joaquim Ruyra; del País Valencià en qualificatiu d'honoraris, Teodor Llorente, Lluís Fullana Faustí Barberà Martí, Vicent Mancho Soriano i Vicent Greus i Roig d'Alginet, aleshores magistrat de l'audiència de Barcelonai l'associació Lo Rat Penat; de les Balears Joan Alcover i Maspons, Gabriel Alomar i Villalonga, Miquel Costa i Llobera, Mateu Obrador i Bennàssar, Àngel Ruiz i Pablo i Llorenç Riber; de la Catalunya Nord, Juli Delpont i Esteve Caseponce; de l'Alguer, Antoni Ciuffo i Joan Palomba.
Participaren en el Congrés els científics estrangers Körösi Albin (Budapest), Adolfo Bonilla y San Martín (Madrid), Göran Björkmann (Estocolm), Dimitrios Bikelas (Atenes), Joseph Calmette (Dijon), Albert Counson (Halle), Prospèr Estieu (Raissac-sobre-Lampy, Llenguadoc), Arturo Farinelli (Innsbruck), Raymond Foulché-Delbosc (París), Pier Enea Guarnerio (Milà), Aniceto Goçalves Vianna (Lisboa), Fritz Holle (Berlín), Marcelino Menéndez Pelayo, membre de la presidència honorària, Ramón Menéndez Pidal (Madrid), Alfred Morel-Fatio (París), Kristoffer Nyrop (Gentofle, Copenhage), Antonín Pikhard (Praga), Antonio Restori (Messina), Huch A. Rennert (Filadèlfia), Antonino Salinas (Palerm), Bernhard Schädel (Halle), Jean-Joseph Saroïhandy (Versailles), Karl Vollmöller (Dresden) i Eberhard Vogel Müller (Aquisgrà).

## Transcendència
Una primera conseqüència de la celebració del Congrés fou l'augment del prestigi del català. Una altra fou la fundació de la Secció Filològica de l'Institut d'Estudis Catalans, un cop obtinguda la victòria electoral per la coalició Solidaritat Catalana, per Enric Prat de la Riba, el qual s'envoltà com a col·laboradors d'organitzadors del Congrés (Antoni Rubió i Lluch, Jaume Massó i Torrents, Joaquim Casas-Carbó i Josep Pijoan i Soteras). Prat de la Riba al Congrés havia homenatjat públicament el seu president, Antoni M. Alcover, i després el nomenà president de la Secció Filològica i a Pompeu Fabra, membre de la Secció, gràcies a la qual cosa pogué fixar la llengua moderna. L'Institut d'Estudis Catalans l'any 1913 aprovà les normes ortogràfiques i després la gramàtica de Pompeu Fabra (1918) i el Diccionari General de la Llengua Catalana (1932), obra també d'aquest lingüista.
Una altra conseqüència del Congrés fou que l'ortografia, la gramàtica i el diccionari oficials es pogueren difondre sense gairebé gens d'oposició arreu dels Països Catalans. A conseqüència d'això es produí un gran avanç del català en tots els àmbits. Més endavant, durant la dictadura franquista, l'acceptació d'aquestes normes també feu possible l'ensenyament clandestí del català i que, acabada la dictadura, es produís una ràpida i intensa represa gràcies a l'extensió de l'alfabetització en català aconseguida i pel prestigi que aquesta havia donat a l'idioma.

## Contingut

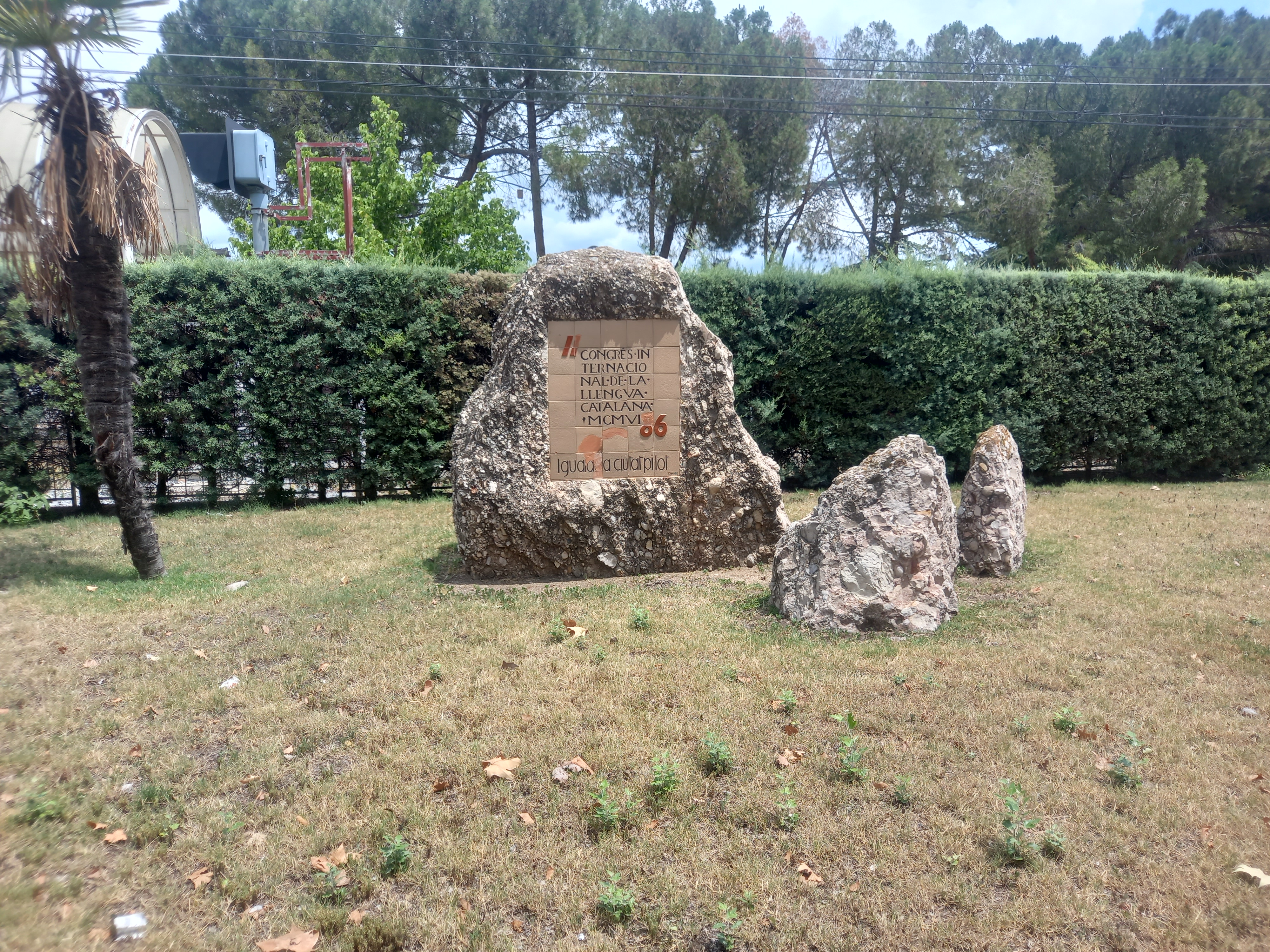
Monument dedicat al I Congrés Internacional de la Llengua Catalana (Igualada)

Al principi, el tema del Congrés havia de ser la sintaxi, però, per la manca d'especialistes del país, s'amplià a tota la gramàtica i després a tota mena de qüestions relacionades amb el català, i esdevingué internacional. Les comunicacions es distribuïren en tres seccions, la filologico-històrica, la literària i la social-jurídica. Es presentaren treballs d'història social de la llengua (substrat, adstrat, expansió, etc.), dialectologia, fronteres lingüístiques, terminologia i llenguatges d'especialitat (jurídic, arquitectura i construcció, medicina, filosofia), situació sociolingüística, interferència lingüística, morfologia, sintaxi, lexicografia, fonètica i prosòdia, ortografia, etimologia, traducció, periodisme, pedagogia, demografia, jurisprudència, etc. Coincidint amb el Congrés se celebrà també una exposició del llibre en català des de la Renaixença.
Foren especialment importants les comunicació de Bernhard Schädel titulada Sobre l'avenir dels estudis lingüístics catalans, que inclogué la necessitat d'un atles lingüístic català; la dels mallorquins Joan Aguiló i Antoni Riera amb el primer mapa del territori de llengua catalana i la primera estadística dels seus parlants; la de Josep Bertran i Musitu referida als drets lingüístics dels catalanoparlants i a l'obligació de l'Estat espanyol de protegir i fomentar la llengua catalana; la de Joaquim Casas-Carbó titulada Manera com se reforçaran i consolidaran els vincles de solidaritat natural entre els pobles de llengua catalana assegurant-se l'avenir de la nostra literatura; la de Pompeu Fabra amb un dels seus conjunts d'assaigs ortogràfics més interessants; i la d'Enric Prat de la Riba titulada Importància de la llengua dins del concepte de la nacionalitat'.
El llibre Primer Congrés Internacional de la Llengua Catalana recull tota la informació relacionada amb el Congrés, incloses les intervencions dels ponents i les esmenes de les persones que en presentaven, amb la indicació de si eren admeses o no pels ponents. Entre aquestes intervencions cal destacar Qüestions d'ortografia catalana, on es parla de la proposta d'accentuació gràfica de Pompeu Fabra, la qual estava dividida en cinc parts: La lletra h, La l palatal, La r muda, L'accentuació gràfica, La lletra ç i Varia.[2]

## Actes
Els actes no acadèmics del Congrés consistiren en la sessió inaugural, al Teatre Principal; la inauguració de l'exposició del llibre català, al Palau de Belles Arts; una festa exterior al Parc Güell, amb música popular i sardanes; una Festa del Teatre Català, al Teatre Principal; una Festa de música popular; un dinar per als congressistes estrangers al Tibidabo, amb la inauguració d'una làpida dedicada a Jacint Verdaguer; la sessió de cloenda; una recepció al Saló de Cent, de la Casa de la Ciutat; excursions a diferents poblacions; i una recepció a l'Ateneu Barcelonès.